# Ville, Oise

Ville este o comună în departamentul Oise, Franța. În 1 ianuarie 2022 avea o populație de 746 de locuitori.